# قتل القرش
قتل القرش هو فيلم أخرجه وليام جرآهام، وصدر عام (1976), وأنشأهُ لأجل المغامرات التلفزيونية. وكان هذا الفيلم من آوائل الأفلام التي صدرت للاستفادة من نجاح فيلم (الفك) عام (1975). ويتمحور الفلمان حول الحديث عن الرجال اللذين يصطادون القرش الأبيض العظيم المتعطش للدماء.

## طاقم العمل
- ريتشارد ينجيز بدور (كابوميندوزا).
- فيليب كلارك بدور (ريك داينير).
- جينيفر وارن بدور (كارولين).
- إليزابيث جيل بدور (بوني).
- فيكتور كامبوس بدور (لويس).
- دايفد هدلستون بدور (بيرد).

التحرير:
عرضت ال «إن بي سي» الفيلم لأول مرة في العشرين من شهر أيار عام 1976 , وصدر على مشغل الأقراص الرقمية في السابع عشر من شهر كانون الثاني عام 2007 . وحصل على تقييم نسبته (4.6 من 10)
«في قاعدة بيانات الافلام على الإنترنت». ووضع الناقد وصانع الفيلم «جايمس رولف» هذا الفيلم في رتبة السابع والثلاثين في قائمته «أفضل أربعين فيلما من أفلام القرش شيتي», ونقد فيه جودة صورة الفلم على مشغل الأقراص الرقمية.

## الروابط الخارجية
- قتل القرش على موقع IMDb (الإنجليزية)
- قتل القرش على موقع قاعدة بيانات الفيلم (الإنجليزية)
- قتل القرش على موقع ليتربوكسد (الإنجليزية)
- قتل القرش على موقع كينوبويسك (الروسية)

قتل القرش في قاعدة بيانات الأفلام على الإنترنت.